# Вурайкос
Вурайко́с, Бураик (греч. Βουραϊκός) — река в Греции. Исток находится на хребте Эримантос близ деревни Приолитос в общине (диме) Калаврите в периферийной единице Ахее в периферии Западной Греции. Протекает с юга на север в северной части полуострова Пелопоннеса к западу от хребта Ароания. Впадает в Коринфский залив западнее Диакоптона в общине (диме) Эйялии. Названа как и древний город Бура в честь Буры, дочери Иона и Гелики. По Павсанию на берегу была пещера с оракулом Геракла.
Река протекает по одноимённому ущелью длиной 20 километров. Через ущелье проходит зубчатая железная дорога Диакоптон — Калаврита.

## Галерея

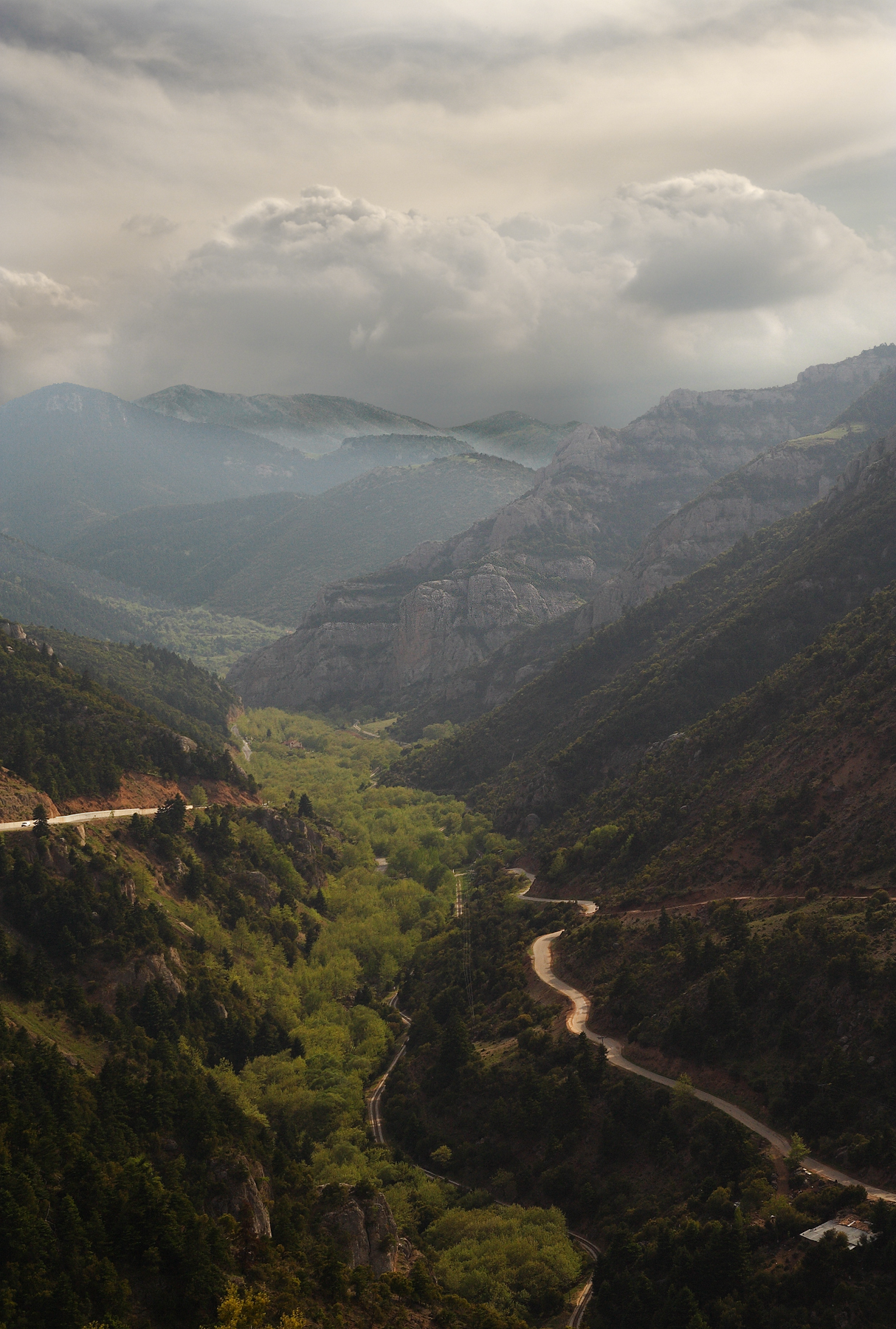
Ущелье Вурайкос[греч.]
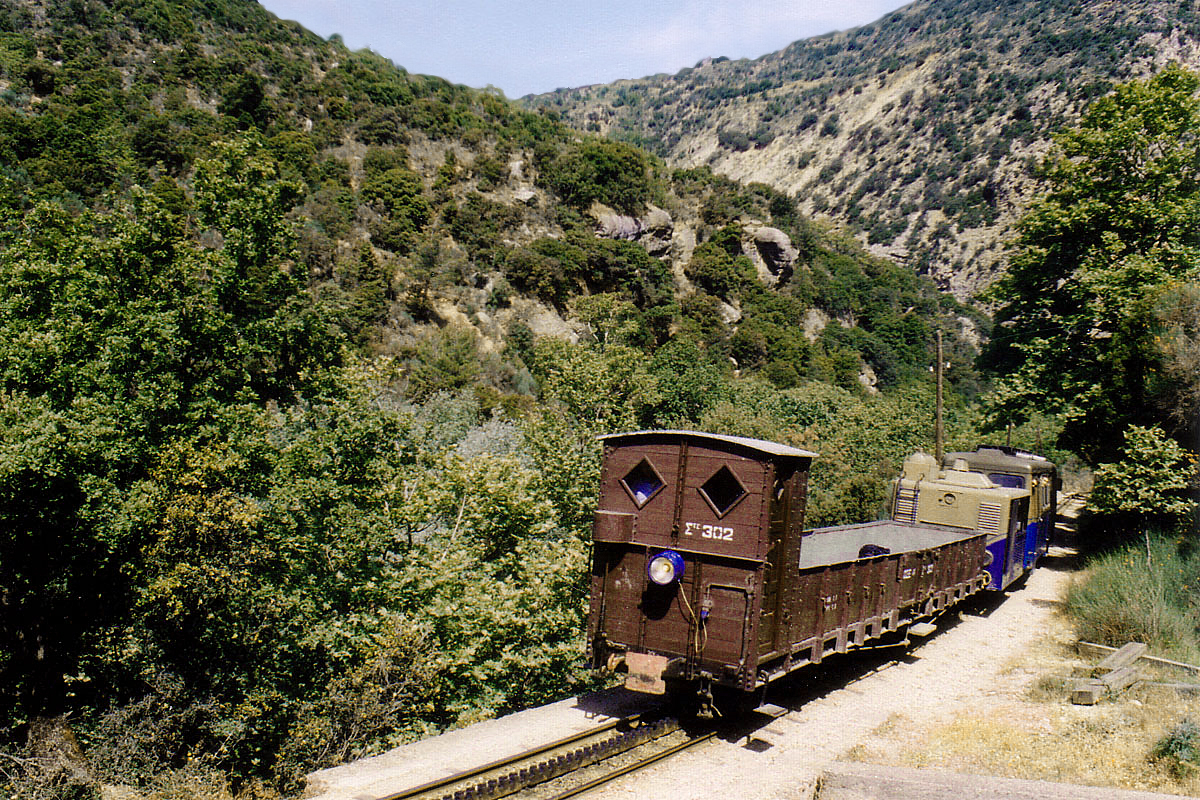
Зубчатая железная дорога Диакоптон — Калаврита